# Olympische Sommerspiele 1996/Teilnehmer (Bahamas)
| Gelbes Symbol für Goldmedaillen mit stilisierten Olympischen Ringen | Graues Symbol für Silbermedaillen mit stilisierten Olympischen Ringen | Braundes Symbol für Bronzemedaillen mit stilisierten Olympischen Ringen |
| ------------------------------------------------------------------- | --------------------------------------------------------------------- | ----------------------------------------------------------------------- |
| —                                                                   | 1                                                                     | —                                                                       |

Die Bahamas nahmen bei den Olympischen Sommerspielen 1996 zum elften Mal an Olympischen Spielen teil. Die Mannschaft bestand aus 26 Sportlern, von denen 19 Männer und sieben Frauen war. Sie starteten in 17 Wettbewerben in vier Sportarten.

## Flaggenträger
Der Leichtathlet Frank Rutherford trug die Flagge der Bahamas während der Eröffnungsfeier am 19. Juli 1996 im Centennial Olympic Stadium.

## Medaillengewinner
Mit einer gewonnenen Silbermedaille belegte das Team der Bahamas Platz 61 im Medaillenspiegel.

### Silber
- Eldece Clarke-Lewis, Pauline Davis-Thompson, Debbie Ferguson-McKenzie, Sevatheda Fynes und Chandra Sturrup: Leichtathletik, 4 × 100-Meter-Frauen-Staffel

## Teilnehmer
Jüngste Teilnehmerin war die Leichtathletin Debbie Ferguson-McKenzie mit 20 Jahren und 193 Tagen, der älteste war der Segler Robert Dunkley mit 47 Jahren und 192 Tagen.
| Name                     | Alter | Geschlecht | Sportart       | Resultat(e)                                                                      |
| ------------------------ | ----- | ---------- | -------------- | -------------------------------------------------------------------------------- |
| Eldece Clarke-Lewis      | 31    | weiblich   | Leichtathletik | Silber mit der 100-Meter-Staffel; Platz 5 im vierten Zwischenlauf über 100 Meter |
| Theron Cooper            | 22    | männlich   | Leichtathletik | Platz 7 mit der 400-Meter-Staffel                                                |
| Dennis Darling           | 21    | männlich   | Leichtathletik | Platz 7 mit der 400-Meter-Staffel                                                |
| Pauline Davis-Thompson   | 30    | weiblich   | Leichtathletik | Silber mit der 100-Meter-Staffel; Platz 4 über 400 Meter                         |
| Robert Dunkley           | 47    | männlich   | Segeln         | Platz 47 im Laser                                                                |
| Jackie Edwards           | 25    | weiblich   | Leichtathletik | Platz 14 in der Weitsprung-Qualifikation                                         |
| Laverne Eve              | 31    | weiblich   | Leichtathletik | Platz 17 in der Speerwurf-Qualifikation                                          |
| Dwight Ferguson          | 26    | männlich   | Leichtathletik | Zwischenlauf mit der 100-Meter-Staffel                                           |
| Debbie Ferguson-McKenzie | 20    | weiblich   | Leichtathletik | Silber mit der 100-Meter-Staffel; Platz 7 im ersten Halbfinale über 100 Meter    |
| Sevatheda Fynes          | 21    | weiblich   | Leichtathletik | Silber mit der 100-Meter-Staffel; Platz 6 im zweiten Zwischenlauf über 200 Meter |
| Mark Holowesko           | 36    | männlich   | Segeln         | Platz 19 im Star                                                                 |
| Troy Kemp                | 30    | männlich   | Leichtathletik | Platz 13 im Hochsprung                                                           |
| Mark Knowles             | 24    | männlich   | Tennis         | Platz 9 im Doppel; Platz 31 im Einzel                                            |
| Iram Lewis               | 31    | männlich   | Leichtathletik | Zwischenlauf mit der 100-Meter-Staffel                                           |
| Troy McIntosh            | 23    | männlich   | Leichtathletik | Platz 4 im vierten Vorlauf über 400 Meter; Platz 7 mit der 400-Meter-Staffel     |
| Tim Munnings             | 30    | männlich   | Leichtathletik | Platz 7 mit der 400-Meter-Staffel                                                |
| Allan Murray             | 24    | männlich   | Schwimmen      | Platz 12 über 50 Meter Freistil                                                  |
| Carl Oliver              | 27    | männlich   | Leichtathletik | Platz 6 im achten Vorlauf über 400 Meter, Platz 7 mit der 400-Meter-Staffel      |
| Myles Pritchard          | 37    | männlich   | Segeln         | Platz 19 im Star                                                                 |
| Frank Rutherford         | 31    | männlich   | Leichtathletik | Platz 11 im Dreisprung                                                           |
| Roger Smith              | 32    | männlich   | Tennis         | Platz 9 im Doppel                                                                |
| Chandra Sturrup          | 24    | weiblich   | Leichtathletik | Silber mit der 100-Meter-Staffel; Platz 4 über 100 Meter; Platz 6 über 200 Meter |
| Joe Styles               | 26    | männlich   | Leichtathletik | Zwischenlauf mit der 100-Meter-Staffel                                           |
| Ian Thompson             | 27    | männlich   | Leichtathletik | Platz 20 in der Hochsprung-Qualifikation                                         |
| Andrew Tynes             | 24    | männlich   | Leichtathletik | Zwischenlauf mit der 100-Meter-Staffel                                           |
| Renward Wells            | 26    | männlich   | Leichtathletik | Platz 4 im ersten Vorlauf über 100 Meter, Zwischenlauf mit der 100-Meter-Staffel |